# Małgorzata Manowska
Małgorzata Manowska z domu Soporek (ur. 22 września 1964 w Warszawie) – polska prawniczka, procesualistka cywilna, sędzia, doktor habilitowana nauk prawnych, profesor uczelni w Uczelni Łazarskiego.
W 2007 podsekretarz stanu w Ministerstwie Sprawiedliwości, w latach 2016–2020 dyrektor Krajowej Szkoły Sądownictwa i Prokuratury, od 2018 sędzia Sądu Najwyższego, od 2020 pierwsza prezes Sądu Najwyższego i z urzędu przewodnicząca Trybunału Stanu.

## Życiorys
Wychowała się na warszawskiej Pradze. W 1992 ukończyła studia prawnicze na Wydziale Prawa i Administracji Uniwersytetu Warszawskiego, gdzie w 2001 na podstawie rozprawy pt. „Postępowanie nakazowe w procesie cywilnym” uzyskała stopień naukowy doktora nauk prawnych. Tam też została w 2010 doktorem habilitowanym nauk prawnych na podstawie dorobku naukowego oraz monografii pt. „Wznowienie postępowania w procesie cywilnym”. Była nauczycielem akademickim na macierzystym wydziale Uniwersytetu Warszawskiego. W 2013 została wykładowcą na Uczelni Łazarskiego. Autorka publikacji z zakresu postępowania cywilnego, rodzinnego i opiekuńczego oraz prawa pracy.
W 1994 zdała z wynikiem celującym egzamin sędziowski, po czym orzekała kolejno w: Sądzie Rejonowym Warszawa-Praga, Sądzie Okręgowym w Warszawie i od 2004 w Sądzie Apelacyjnym w Warszawie. Od 30 marca do 27 listopada 2007 sprawowała funkcję podsekretarza stanu w Ministerstwie Sprawiedliwości, odpowiedzialnego za nadzór nad sądownictwem. W 2016 została dyrektorem Krajowej Szkoły Sądownictwa i Prokuratury, gdzie była wykładowcą i egzaminatorem na egzaminie sędziowskim. Przez wiele lat wykładała i egzaminowała także aplikantów radcowskich, adwokackich i notarialnych. W 2025 RDN zdecydowała, że nie będzie występować z wnioskiem do prezydenta o nadanie jej tytułu profesora.

### Sąd Najwyższy
W lipcu 2018 w trakcie kryzysu wokół Sądu Najwyższego w Polsce była wymieniana przez media oraz polityków Prawa i Sprawiedliwości jako kandydatka na stanowisko Pierwszej Prezes Sądu Najwyższego. Zgłosiła wówczas swoją kandydaturę na sędziego Izby Cywilnej Sądu Najwyższego. 10 października 2018 prezydent Andrzej Duda powołał ją do pełnienia urzędu sędziego Sądu Najwyższego.
Postanowieniem z 25 maja 2020 prezydent Andrzej Duda powołał ją na stanowisko I Prezesa Sądu Najwyższego spośród pięciu kandydatów wskazanych przez Zgromadzenie Ogólne SN (Manowska otrzymała 25 głosów, co było drugim wynikiem spośród kandydatów – Włodzimierza Wróbla poparło 50 głosujących), z dniem 26 maja 2020.

## Kontrowersje
Legalność nominacji Manowskiej na sędziego Sądu Najwyższego oraz sposobu wyboru na stanowisko Pierwszej Prezes Sądu Najwyższego jest przedmiotem kontrowersji w środowisku sędziowskim i wśród przedstawicieli nauki prawa. W styczniu 2024 grupa 37 najdłużej orzekających sędziów Sądu Najwyższego zaapelowała do Manowskiej o ustąpienie ze stanowiska Pierwszego Prezesa Sądu Najwyższego i powstrzymanie się od orzekania.
Aktualnie (listopad 2024) wobec Manowskiej toczy się pięć postępowań prokuratorskich:
- w kierunku popełnienia przez nią czynu z artykułu 231 kodeksu karnego, czyli niedopełnienia obowiązków służbowych – dotyczy zlekceważenia nakazu nałożonego przez Sąd Okręgowy w Olsztynie w dniu 10 maja 2021 roku i niewykonania orzeczenia sądu[22],

- w kierunku popełnienia przez nią czynu z artykułu 231 kodeksu karnego, czyli niedopełnienia obowiązków służbowych – dotyczy bezprawnego zawieszenia w obowiązkach orzeczniczych sędziego Piotra Gąciarka z Sądu Okręgowego w Warszawie[23],

- w kierunku popełnienia przez nią czynu z artykułu 231 kodeksu karnego, czyli przekroczenie uprawnień – dotyczy jednostronnego uznania, że nieobecni na głosowaniach członkowie Kolegium SN (którzy uprzednio oficjalnie oświadczyli, że nie będą głosować) oddali głos jako wstrzymujący się[24],

- w kierunku niedopełnienia obowiązków szefa Trybunału Stanu, w związku z uzasadnionym podejrzeniem przestępstwa – dotyczy niezwołania przez Manowską Trybunału Stanu na wniosek grupy jego sędziów[25].

- w kierunku przekroczenia uprawnień lub niedopełnienia obowiązków służbowych (art. 231 kk) oraz ukrywania dokumentów (art. 276 kk), w związku z zablokowaniem rozpoznania precedensowych pozwów przeciwko neosędziom SN o ustalenie, że nie są oni sędziami, oraz nieuprawnionym przejęciem akt tych spraw[26].

## Życie prywatne
Ma syna Piotra i córkę Annę.